# Tom Coughlin
Thomas « Tom » Richard Coughlin, né le 31 août 1946 à Waterloo (État de New York), est un américain ancien joueur et ancien entraîneur de football américain. 
Depuis 2017, il est vice-président exécutif des opérations de football au sein de la direction des Jaguars de Jacksonville évoluant en National Football League (NFL). Lors de la création de cette franchise en 1995, il en avait été le tout premier entraîneur jusqu'en 2002. 
De 2004 à 2016, il a été entraîneur des Giants de New York avec qui il a remporté le Super Bowl XLII et le Super Bowl XLVI.
De 1991 à 1993, il avait été entraîneur de l'équipe universitaire des Eagles de Boston College évoluant en NCAA Division I Football Bowl Subdivision (FBS).

## Biographie

### Carrière universitaire
Coughlin intègre l'université de Syracuse où il joue au poste de halfback pour l'équipe de football universitaire des Orange de Syracuse. 
Il eut comme coéquipiers Larry Csonka and Floyd Little. En 1967, il établit le record de l'université de réception à la passe sur une seule année. Jim Boeheim fut son conseiller au cours de l'année senior de Coughlin à Syracuse.

### Style d'entraîneur
Coughlin eut comme mentor Bill Parcells lorsqu'il fut entraîneur des wide receiver et que Parcells était entraîneur principal des Giants de New York. Comme son mentor, Coughlin est réputé pour avoir une discipline sévère et pour porter une attention méticuleuse aux détails (par exemple, au début de sa carrière chez les Giants, il a mis à l'amende plusieurs joueurs qui étaient arrivés avec deux minutes de retard à des réunions de l'équipe arguant qu'ils auraient dû arriver cinq minutes avant le début de celle-ci en toute connaissance de cause). Cette attitude lui vaut le surnom de "Colonel Coughlin".

### Carrière d'entraîneur
Le premier poste de Coughlin comme entraîneur principal a été auprès de l'Institut de Technologie de Rochester (Rochester Institute of Technology) entre 1970 et 1973. Il retourne ensuite vers son alma mater (Syracuse) comme entraîneur des QB où il est ensuite promu comme coordinateur offensif jusqu'en 1980. Il passe ensuite à Boston College où il entraînera les quarterbacks dont le renommé Doug Flutie. Il quitte le milieu universitaire en 1984 pour devenir l'entraîneur des wide receivers des Eagles de Philadelphie pour passer ensuite vers les Packers de Green Bay et les Giants de New York. 
À New York, il devient l'assistant de Bill Parcells, et aide les Giants à gagner le Super Bowl XXV.  Coughlin et Parcells ont atteint ensemble les playoffs de la NFL à cinq reprises. Les deux Super Bowls qu'ils gagneront tous deux surviendront lors de leurs 4e et 8e saison comme entraîneur ^principal de la franchise.

#### Boston College
Après la saison 1990, Coughlin retourne chez les Eagles de Boston College comme entraîneur principal pour la deuxième fois de sa carrière.
En trois saisons à Boston College, il modifie le programme pour en faire une équipe gagnante. L'apothéose de cette période sera la victoire en 1993 contre les Fighting Irish de Notre Dame sur le score de 41 à 39, la toute première fois de son histoire que Boston College battait Notre Dame.

#### Jacksonville Jaguars
Les succès de Coughlin à Boston College le conduisent à être engagé comme le tout premier entraîneur principal de la toute nouvelle franchise des Jaguars de Jacksonville en NFL. En huit saisons à Jacksonville, il aide cette équipe à devenir la meilleure nouvelle franchise de l'histoire de la ligue. Pendant le mandat de Coughlin, les Jags se qualifient en effet, consécutivement à quatre reprises pour les playoffs et accèdent également à deux reprises à la finale de conférence de l'AFC.  
La première qualification pour les playoffs survient en 1996, soit seulement deux années après la création de la franchise. Cette qualification n'est acquise qu'au cours de la dernière journée de saison régulière, éliminant les super favoris de la division qu'étaient les Bills de Buffalo et les Broncos de Denver. Coughlin parvient en finale de conférence AFC (défaite contre les Patriots de la Nouvelle Angleterre). Après la saison, il est désigné comme l'entraîneur NFL de l'année par United Press International.
En 1999, Coughlin mène son équipe à un magnifique bilan de 14 victoires pour seulement 2 défaites en saison régulière. Il les qualifie à nouveau pour la finale de conférence AFC (défaite contre les Titans de Tennessee). Les 14 victoires resteront longtemps comme la meilleure performance d'une nouvelle franchise (à égalité avec les Panthers de la Caroline, les Ravens de Baltimore et les Texans de Houston) jusqu'à ce que les Panthers ne les dépassent en 2015 (15 victoires).
L'équipe gagne 49 matchs de saison régulière lors de ses cinq premières années d'existence avec Coughlin comme entraîneur principal, soit une moyenne remarquable (pratiquement 10 matchs par an) pour une nouvelle franchise. Le bilan pour les trois années suivantes ne sera que de 19 victoires pour 29 défaites. Après un nouveau bilan négatif de 6 victoires pour 10 défaites en 2002, Coughlin est remercié par le propriétaire de la franchise Wayne Weaver. 
Il termine sa carrière à Jacksonville avec un bilan de 68 victoires pour 60 défaites en saisons régulières et un bilan de 4 victoires pour autant de défaites en playoffs. 
En 2011, après avoir cédé la franchise à Shahid Khan, Weaver déclare que son plus grand regret avait été de limoger Coughlin.

#### Giants de New York
Après une année sabbatique en 2003, Coughlin est engagé pour remplacer Jim Fassel comme entraîneur principal de Giants de New York en janvier 2004. Il hérite d'une équipe qui a terminé avec un bilan de 4 victoires pour 12 défaites en 2003.
À l'arrivée de Tom Coughlin, la franchise new-yorkaise tente un échange pour obtenir le tout premier choix de la draft. Normalement, ce choix était réservé aux Chargers de San Diego, lesquels avaient pour ambition de choisir le quarterback des Rebels d'Ole Miss, Eli Manning. Or, ce dernier avait clairement déclaré vouloir jouer pour les Giants. Le jour de la draft, les Giants choisissent au quatrième choix global, le quarterback Philip Rivers des Wolfpack de North Carolina State. Celui-ci est ensuite échangé avec Eli Manning.
Le quarterback titulaire de Coughlin, Kerry Collins, est très irrité par cet échange et exige sa libération, laissant la franchise sans un quarterback expérimenté pour jouer avant que Manning ne soit prêt à prendre le poste. Pour remplir ce rôle, la franchise signe Kurt Warner, un ancien MVP de Super Bowl, lequel avait été remplacé par Marc Bulger au sein des Rams de St-Louis.
Avec Warner, Coughlin gagne 5 des 7 premiers matchs de la saison. Cependant, après deux nouvelles défaites, Coughlin décide que Warner souvent mis en difficultés, ne convenait plus pour le poste. Il lance alors le jeune Manning lors du 10e match de saison régulière. Certains critiquent ouvertement ce choix, estimant que ce remplacement signifiait un abandon de la saison 2004 par Coughlin alors que les Giants affichaient à ce moment toujours un bilan positif de 5 victoires pour 4 défaites. Les Giants perdent les 6 matchs suivants. Manning se bat et lors du dernier match de la saison, il gagne son premier match contre les rivaux des Cowboys de Dallas. 

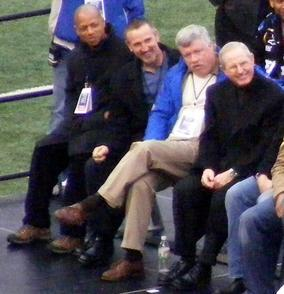
GM Jerry Reese, DC Steve Spagnuolo, OC Kevin Gilbride et Coughlin au Giants Stadium.

Un autre impact majeur de Coughlin fut de régler les problèmes de fumble de leur star Tiki Barber. Celui-ci avait perdu le ballon à 19 reprise lors des saisons 200 à 2004. En demandant simplement à Barber d'utiliser une prise différente sur le ballon, ce dernier ne commettra qu'une seule perte de balle en 2005. Les statistiques de Barber vont ainsi s'améliorer sensiblement. Sous les ordres de Coughlin, il bat, chaque année, ses records de carrière du nombre total de courses et du nombre total de yards gagnés.
L'audace de Coughlin sera récompensée en 2005 puisque les Giants afficheront un bilan de 11 victoires pour 5 défaites avec Manning au poste de quarterback. Ils remportent la division NFC East pour la première fois depuis la saison 2000 et se qualifient pour les playoffs, leur dernière apparition datant de la saison 2002. Malheureusement, à domicile, lors du match de wild card, ils perdent 23 à rien contre les Panthers de la Caroline. Manning fait un mauvais match même si l'équipe était privée de 3 de ses linebackers titulaires.
Après le match, Tiki Barber met en cause manning, Coughlin et son coordonnateur offensif, en partie parce qu'un joueur des Panthers avait déclaré « Nous savions ce qu'ils allaient faire avant qu'ils ne le fassent ». Coughlin et Barber seront quelque peu fâchés à la suite de ces déclarations. Tiki ayant pris sa retraite et étant devenu reporter pour la NBC, Coughlin lui refusera une interview avant le match opposant les Panthers aux Giants en 2008.
À l'entrée de la saison 2006, les attentes sont élevées chez les Giants. En seulement deux années à la tête de la franchise, Coughlin a transformé une équipe insignifiante en une équipe candidate au Super Bowl.
Les Giants luttent dès le début de la campagne 2006, puisqu'ils sont après 3 matchs à 1 victoire pour 2 défaites. Après une malheureuse défaite contre les Seahawks de Seattle, le TE Jeremy Shockey déclare que les Giants avaient été "dominé et outcoached." Ils rebondissent en gagnant les 5 matchs suivants pour comptabiliser 6 victoires et 2 défaites. Cependant, ils vont connaitre un étonnant effondrement puisqu'ils vont perdre 6 des 7 rencontres suivantes, affichant un bilan négatif de 7 victoires pour 8 défaites. Après la défaite fin novembre chez les Jaguars de Jacksonville, Coughlin et son staff sont de nouveau critiqués par Tiki Barber. Ce dernier annonce par la même occasion qu'il prendra sa retraite en fin de saison. Le choses vont de pire en pire la semaine suivante après que l'équipe, menant pourtant 21 à rien à l'entame du dernier quart-temps, perdent à nouveau le match sur le score de 24 à 21. Après le match Coughlin déclare aux médias que cette défaite va le rendre malade à jamais. De nombreuses blessures, des pénalités excessives et un grand nombre de turnover constituent les causes principales de la spirale négative dans laquelle sont entraînés les Giants en 2006. Les médias traquent Coughlin au sujet de l'annonce faite par Tiki Barber concernant sa retraite, se demandant si ce sont les divergences entre eux qui ont causé cette déclaration. Les fans et les propriétaires de la franchise commencent à douter des qualités de leur entraîneur. Des chants « Fire Coughlin » (Virez Coughlin en français) se font même entendre au Giants Stadium lors de la défaite 30 à 7 contre les Saints de La Nouvelle-Orléans en fin d'année. 
L'équipe rebondit enfin lors du dernier match de la saison en battant les Redskins de Washington ce qui leur permet de se qualifier pour les phases finales sauvant peut-être par la même occasion la tête de leur entraîneur. L'aventure en playoffs s'arrête de suite lors du match de wild card (défaite 23 à 20 contre les Eagles de Philadelphie). Le 10 janvier 2007, une extension de contrat d'un an est néanmoins offerte à Coughlin le liant jusqu'à la fin de la saison 2008. Néanmoins, la politique de la franchise étant de ne jamais conserver un entraîneur pendant sa dernière année de contrat, Coughlin n'obtient donc la garantie de rester à son poste que jusqu'à la fin de la saison 2007.
Le 7 février 2007, Tiki Barber donne officiellement suite à sa menace de se retirer des Giants même s'il semble être arrivé à l'apogée de sa carrière. Il cite comme raisons de cette décision, ses nombreux doutes concernant les compétences de leadership d'Eli Manning ainsi que le style de jeu pratiqué par Coughlin.
La saison 2007 débute mal avec deux défaites consécutives. L'équipe se reprend et gagne les 6 matchs suivants. Ils accèdent aux playoffs pour la 3e saison consécutive. La campagne débute le 6 janvier 2008 par une victoire 24 à 14 contre les Buccaneers de Tampa Bay. Il s'agit de la première victoire des Giants (et de Coughlin) en playoffs depuis 7 ans. Ils battent ensuite les Cowboys de Dallas 21 à 17 bien que cette équipe les avait battus à deux reprises en saison régulière. La victoire surprise contre les rivaux de division va stimuler les Giants lors de la finale de conférence NFC. Ils battent en effet en prolongation les Packers de Green Bay sur le score de 23 à 20. Cette victoire conduit Coughlin à disputer son premier Super Bowl comme entraîneur principal.
Le Super Bowl XLII se déroule le 3 février 2008 à Glendale en Arizona. Il met en présence les Giants de Coughlin (13-6) contre les Patriots de la Nouvelle-Angleterre, équipe dirigée par l'entraîneur Bill Belichick et invaincue jusqu'alors (18-0). Les Patriots sont donnés favoris à 12 contre 1 par les bookmackers. Ce sont cependant les Giants qui gagnent le match 17 à 14. Le match est considéré comme une des plus grandes surprises de l'histoire de la NFL.

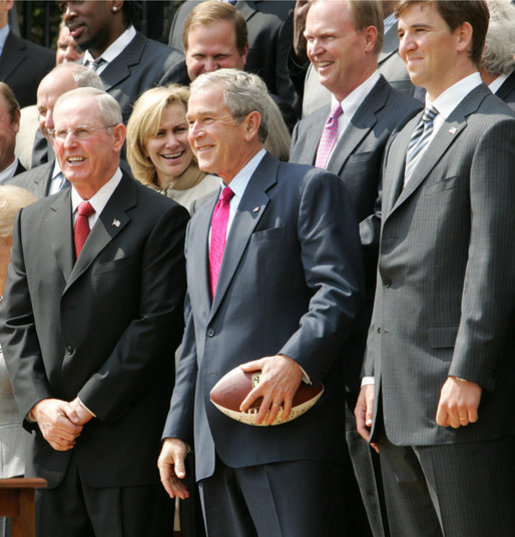
Coughlin avec le président George W. Bush le 30 avril 2008.

Avant le début des mini camps du mois de mai 2008, Coughlin et ses joueurs sont invités par le président George W. Bush à la Maison Blanche en honneur de leur victoire au Super Bowl. La victoire au Super Bowl vaut à Coughlin une nouvelle prolongation de contrat de 4 ans soit jusqu'à la fin de saison 2011. Ce contrat fait de Coughlin un des entraîneurs les mieux payés de la NFL.  
La saison suivant leur victoire au Super Bowl, les Giants confirment, affichant un bilan de 11 victoires sur les 12 premiers matchs joués. Malheureusement, après l'incident de tir de leur WR Plaxico Burress, ils ne gagnent plus qu'un seul match en saison régulière (12-4). Ayant obtenu la première place de la conférence NFC, ils sont opposés en match de division aux Eagles de Philadelphie mais perdent le match 23-21.
Les Giants terminent la saison 2009 avec 8 victoires pour autant de défaites malgré un solide jeu offensif.  Malheureusement leur défense doit se battre toute la saison et ils ratent finalement les playoffs. 

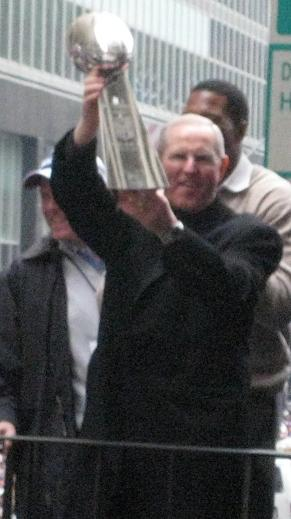
Coughlin lors de la parade des Giants dans New York City le 5 février 2008

En 2010, après un départ mitigé (1-2), ils gagnent 5 matchs consécutifs (6-2) avant leur semaine de repos. Ils arrivent ensuite en semaine 15 avec un bilan de 9-4 et jouent contre les Eagles de Philadelphie. Lors des dernières secondes les Giants ont à un 4e down. Coughlin demande au punter, Matt Dodge, de dégager le ballon hors limites ((en)out of bounds) afin de mettre un terme au match. Malheureusement, il dégage juste le ballon dans les bras de DeSean Jackson lequel remonte le ballon pour un touchdown permettant aux Eagles de remporter le match. Cette action est surnommée miracle au New Meadowlands ((en)Miracle at New Meadowlands). Cette défaite empêche les Giants d'accéder aux playoffs et rend à nouveau l'avenir de Coughlin chez les Giants incertain. Cependant, le 24 juillet 2011, il signe une nouvelle extension de son contrat d'un an lui permettant de rester entraîneur principal jusqu'au terme de la saison 2012.
Après une free agency très mouvementée au cours de laquelle les Giants perdent le Pro Bowler Wide receiver Steve Smith, le Defensive tackle Barry Cofield et le Tight end Kevin Boss, les attentes de nombreux analystes et des fans sont très faibles pour la saison à venir. Après avoir perdu le premier match de la saison contre les Redskins de Washington, au cours duquel les Giants semblaient usés et fatigués, ils se rattrapent pour afficher 6 victoires et 2 défaites avant de rechuter et retomber à 6 victoires en autant de défaites. Les Giants remportent trois de leurs quatre derniers matchs pour finir à 9-7 obtenant le titre de la division NFC Est. Pour leur premier match éliminatoire depuis 2008, ils battent les Falcons d'Atlanta, 24 à 2, les deux seuls points perdus résultant d'un safety sur Eli Manning lors du premier quart-temps. Dans le match suivant, Coughlin emmène à nouveau les Giants à la victoire, 37 à 20, contre les champions en titre, donnés largement favoris, les Packers de Green Bay. Cette équipe avait terminé la saison régulière sur un bilan de 15 victoires pour une seule défaite. La semaine suivante, pour la finale de conférence NFC, les Giants sont opposés aux 49ers de San Francisco. Le match va en prolongation et voit la victoire des Giants sur le score de 20 à 17. Les portes du Super Bowl XLVI s'ouvrent à nouveau pour Coughlin lequel retrouve les Patriots de la Nouvelle-Angleterre pour une revanche du Super Bowl XLII. Le 5 février 2012, les Giants battent à nouveau les Patriots sur le score de 21 à 17. Coughlin devient l'entraîneur principal le plus âgé à remporter un Super Bowl. Le 6 juin 2012, il signe une prolongation de contrat qui l'engage au moins jusqu'en 2014, déclarant qu'il se voit toujours bien entraîner à plus de septante ans,.
Malheureusement pour Coughlin, les Giants ratent les playoffs au terme de la saison 2012, malgré un départ prometteur (6 victoires pour 2 défaites) et un bilan final positif de 9 victoires pour 7 défaites. Cet échec est dû aux deux défaites lors des derniers matchs joués contre les Falcons d'Atlanta (meilleure équipe de la NFC) et contre les futurs vainqueurs du Super Bowl XLIII, les Ravens de Baltimore.
Pire encore, la saison 2013 débute par 6 défaites consécutives, ce qui n'était plus arrivé depuis 1976. Le copropriétaire de la franchise, John Mara, déclarera que le temps de Coughlin avec les Giants pourrait être limité. Malgré ce départ difficile, l'équipe rebondi avec deux victoires contre les Vikings du Minnesota et les Eagles de Philadelphie avant leur semaine de repos. Deux nouvelles victoires contre les Raiders et les Packers combinées avec une division NFC Est qui patauge, font revenir les Giants à l'entame de la semaine 12, à 1 victoire des Eagles alors leaders de division. La défaite 24 à 21 contre leurs éternels rivaux de division, les Cowboys de Dallas coupera net les Giants dans leur remontée. Ils termineront la saison avec un bilan de 7 victoires pour 9 défaites. 
Le 21 février 2014, Coughlin déclare aux reporters présents au NFL Scouting Combine 2014 qu'il est tombé d'accord avec les propriétaires de la franchise pour une prolongation d'un an. Cette opération lui permet de rester entraîneur principal des Giants jusqu'au terme de la saison 2015. Le 11 mars 2015, les Giants étendent ce contrat jusqu'au terme de la saison 2016.
Les Giants trébucheront à nouveau au cours de la saison 2015. À l'entame de la 15e semaine, ils en sont à 6 victoires pour 8 défaites, beaucoup survenant dans les dernières minutes de jeu. Ils ont en effet perdu 6 de leurs 8 défaites avec moins d'un TD d'écart, les derniers points inscrits contre eux l'ayant été dans les deux dernières minutes de jeu. Les critiques envers Coughlin s'accentueront tout au fil de la saison et culmineront après match de la semaine 15 et la défaite 38 à 35 contre les Panthers de la Caroline. Il fut reproché à Coughlin d'avoirlaissé sur le terrain la star WR Odell Beckham Jr. malgré son mauvais comportement sur le terrain, commettant plusieurs fautes personnelles ayant coûté des pénalités à son équipe.
Le 4 janvier 2016, Coughlin démissionne de son poste d'entraîneur principal de la franchise. Dans un communiqué publié par les Giants ce jour-là, il écrit : (en) I met with John Mara and Steve Tisch this afternoon, and I informed them that it is in the best interest of the organization that I step down as head coach. I strongly believe the time is right for me and my family, and as I said, the Giants organization. (J'ai rencontré John Mara et Steve Tisch cet après-midi et les ai informés qu'il était dans le meilleur intérêt de l'organisation que je fasse un pas de côté comme entraîneur principal. Je crois fermement que c'est le bon moment, pour moi et ma famille, et comme je l'ai dit, pour les Giants). 
La saison 2015 se termine sur un bilan de 6 victoires pour 10 défaites, leur troisième saison négative consécutive et une quatrième sans qualification pour les playoffs ,.

### Retour à Jacksonville
Après son départ forcé du poste d'entraîneur principal des Giants, Coughlin reçoit un poste au sein de la direction des Jaguars de Jacksonville (vice-président exécutif des opérations de football). 
En janvier 2018, les Jaguars atteignent la finale de conférence AFC pour la première fois depuis qu'il en avait été l'entraîneur principal en 1999.
Le 23 février 2018, les Jaguars signe une extension de son contrat jusqu'en 2021.
Le 18 décembre 2019, Coughlin est licencié par le propriétaire des Jaguars, Shahid Khan. Dans un communiqué, Khan déclare qu'il avait déjà prévu de licencier Coughlin à la fin d'une saison terne. Cependant, il aurait décidé d'évincer Coughlin immédiatement après que la National Football League Players Association ait annoncé avoir gagné un grief déposé par le linebacker Dante Fowler, désormais chez les Cowboys de Dallas. Fowler avait soutenu que les Jaguars lui avaient infligé une amende injustifiée de 700 000 $ pour ne pas avoir assisté à des rendez-vous médicaux et de rééducation à Jacksonville pendant l'intersaison 2018 rendez-vous qui auraient dû être facultatifs en vertu de la convention collective. La NFLPA a pris la mesure inhabituelle d'avertir publiquement les agents libres de ne plus signer avec les Jaguars en raison du mépris signalé de Coughlin pour les droits des joueurs. Selon la NFLPA, plus de 25 % des griefs des joueurs au cours des deux dernières saisons ont été déposés contre les Jaguars.

### Vie privée
Coughlin est le plus âgé d'une famille de sept enfants. Lui et son épouse ont eu deux filles, Keli et Katie, et deux garçons, Brian et Tim. Il a onze petits-enfants : Emma Rose, Dylan, Shea, Cooper, Caroline May, Marin Elizabeth, Gunnar Nicholas, Brennon, Clara Amelia, Walker, et Allie.  Coughlin est catholique pratiquant.
Pendant son époque avec les Giants, Coughlin a habité à Park Ridge dans le New Jersey.
En 2012, Coughlin reçoit le troisième prix le plus élevé décerné aux civils par le Ministère des Armées soit le Prix du service civil exceptionnel, pour des contributions substantielles à la communauté de l'armée des États-Unis pendant sa période comme entraîneur principal des Giants de New York.
En juillet 2016, Coughlin est engagé comme « conseiller principal » au département des opérations de football au sein de la NFL et le 14 novembre 2016, pendant la mi-temps du match entre les Giants de New York et les Bengals de Cincinnati au MetLife Stadium, Coughlin est intronisé au Ring of Honor des Giants.
En janvier 2017, Coughlin est engagé à nouveau par les Jaguars de Jacksonville comme vice-président exécutif de la franchise pour les opérations de football.
En juillet 2017, Coughlin reçoit l'Arents Award, la plus haute distinction pouvant être décernée aux anciens élèves (alumni) de l'Université de Syracuse.
Le 24 août 2021, Le 24 août 2021, dans un éditorial qu'il a écrit pour le New York Times, Coughlin relate la bataille de sa femme contre la paralysie supranucléaire progressive, une maladie cérébrale qui « érode la capacité d'un individu à marcher, parler, penser et contrôler les mouvements du corps », qui affecte également la mémoire et les capacités motrices d'une personne et qui est - malheureusement - incurable. Sa femme, mariée à Tom depuis 54 ans, y est décrite comme ayant une forte personnalité qui a aidé à maintenir leur famille unie, ce qui rend d'autant plus difficile la progression aiguë et chronique de la maladie nécessitant des soins complets 24 heures sur 24. Coughlin, rappelant les vœux de mariage qu'il a prononcés il y a plus de cinq décennies, ne recherchant pas la sympathie, déclare qu'il fournit lui-même une grande partie des soins, décrivant ce à quoi ressemblaient une « bonne » journée ainsi qu'une mauvaise. L'article du N.Y. Times relatait ainsi à quoi ressemblait désormais la journée normale d'un entraîneur légendaire, offrant un aperçu éclairant du chagrin quotidien provoqué par cette maladie plutôt rare.

### Sa fondation
Coughlin a créé la Jay Fondation, officiellement dénommée la Tom Coughlin Jay Fund Foundation, en 1996, lorsqu'il entraînait à Jacksonville en Floride. Elle se réfère à Jay McGillis, un joueur de Boston College qui décéda des suites de la leucémie pendant le mandat de Coughlin. L'organisme sans but lucratif se consacre à aider les enfants atteints de leucémie ou d'autres cancers ainsi que leurs familles en leur fournissant un soutien moral et financier, les aidant à réduire le stress associé à un tel traitement tout en améliorant leur qualité de vie. 
Début 2018, la fondation avait versé plus de 2 millions de $, aidant plus de 4 000 familles d'enfants atteints de cancer.

## Palmarès NCAA
| Années                                                                    | Équipes                                                                   |                                                                           | St. Gl.                                                                   | St. Cf.                                                                   | Classement                                                                |                                                                           | Bowls                                                                     |                                                                           | Coaches #                                                                 | AP ##                                                                     |  |
| Tigers de Rochester Institut Technology (Conférence Empire 8) (1970–1973) | Tigers de Rochester Institut Technology (Conférence Empire 8) (1970–1973) | Tigers de Rochester Institut Technology (Conférence Empire 8) (1970–1973) | Tigers de Rochester Institut Technology (Conférence Empire 8) (1970–1973) | Tigers de Rochester Institut Technology (Conférence Empire 8) (1970–1973) | Tigers de Rochester Institut Technology (Conférence Empire 8) (1970–1973) | Tigers de Rochester Institut Technology (Conférence Empire 8) (1970–1973) | Tigers de Rochester Institut Technology (Conférence Empire 8) (1970–1973) | Tigers de Rochester Institut Technology (Conférence Empire 8) (1970–1973) | Tigers de Rochester Institut Technology (Conférence Empire 8) (1970–1973) | Tigers de Rochester Institut Technology (Conférence Empire 8) (1970–1973) |  |
| ------------------------------------------------------------------------- | ------------------------------------------------------------------------- | ------------------------------------------------------------------------- | ------------------------------------------------------------------------- | ------------------------------------------------------------------------- | ------------------------------------------------------------------------- | ------------------------------------------------------------------------- | ------------------------------------------------------------------------- | ------------------------------------------------------------------------- | ------------------------------------------------------------------------- | ------------------------------------------------------------------------- |  |
| 1970-1973                                                                 | RIT                                                                       |                                                                           | 16–15–2                                                                   | 16–15–2                                                                   |                                                                           |                                                                           |                                                                           |                                                                           |                                                                           |                                                                           |  |
| Eagles de Boston College (Conférence Big East) (1991–1993)                |                                                                           |                                                                           |                                                                           |                                                                           |                                                                           |                                                                           |                                                                           |                                                                           |                                                                           |                                                                           |  |
| 1991                                                                      | Boston College                                                            |                                                                           | 4–7–0                                                                     | 2–4–0                                                                     | 7e                                                                        |                                                                           | -                                                                         |                                                                           | -                                                                         | -                                                                         |  |
| 1992                                                                      | Boston College                                                            |                                                                           | 8–3–1                                                                     | 2–1–1                                                                     | 3e                                                                        |                                                                           | Défaite au Hall of Fame Bowl                                              |                                                                           | 21e                                                                       | 21e                                                                       |  |
| 1993                                                                      | Boston College                                                            |                                                                           | 9–3–0                                                                     | 5–2–0                                                                     | 3e                                                                        |                                                                           | Victoire au Carquest Bowl                                                 |                                                                           | 12e                                                                       | 13e                                                                       |  |
| S/Total à Boston College :                                                | S/Total à Boston College :                                                |                                                                           | 21–13–1                                                                   | 9–7–1                                                                     |                                                                           |                                                                           |                                                                           |                                                                           |                                                                           |                                                                           |  |
| Total universitaire :                                                     | Total universitaire :                                                     |                                                                           | 37–28–3                                                                   | 37–28–3                                                                   |                                                                           |                                                                           |                                                                           |                                                                           |                                                                           |                                                                           |  |
| # Place finale au classement Coaches. ## Place finale au classement AP.   |                                                                           |                                                                           |                                                                           |                                                                           |                                                                           |                                                                           |                                                                           |                                                                           |                                                                           |                                                                           |  |

## Palmarès NFL
| JAG        | 1995       | 4   | 12  | 0 | 25   | 5e AFC Central  | -  | - | -    |                                                                               |
| JAG        | 1996       | 9   | 7   | 0 | 56,3 | 2e AFC Central  | 2  | 1 | 66,7 | Défaite contre les Patriots de la Nouvelle-Angleterre en Finale de Conférence |
| JAG        | 1997       | 11  | 5   | 0 | 68,8 | 2e AFC Central  | 0  | 1 | 0    | Défaite contre les Broncos de Denver (Wild-Card)                              |
| JAG        | 1998       | 11  | 5   | 0 | 68,8 | 1er AFC Central | 1  | 1 | 50   | Défaite contre les Jets de New York (Division)                                |
| JAG        | 1999       | 14  | 2   | 0 | 87,5 | 1er AFC Central | 1  | 1 | 50   | Défaite contre les Titans du Tennessee en Finale de Conférence                |
| JAG        | 2000       | 7   | 9   | 0 | 43,8 | 4e AFC Central  | -  | - | -    |                                                                               |
| JAG        | 2001       | 6   | 10  | 0 | 37,5 | 5e AFC Central  | -  | - | -    |                                                                               |
| JAG        | 2002       | 6   | 10  | 0 | 37,5 | 3e AFC Sud      | -  | - | -    |                                                                               |
| Totaux JAG | Totaux JAG | 68  | 60  | 0 | 53,1 |                 | 4  | 4 | 50   |                                                                               |
| NYG        | 2004       | 6   | 10  | 0 | 37,5 | 2e NFC Est      | -  | - | -    |                                                                               |
| NYG        | 2005       | 11  | 5   | 0 | 68,8 | 1er NFC Est     | 0  | 1 | 0    | Défaite contre les Panthers de la Caroline (Wild-Card)                        |
| NYG        | 2006       | 8   | 8   | 0 | 50   | 3e NFC Est      | 0  | 1 | 0    | Défaite contre les Eagles de Philadelphie (Wild-Card)                         |
| NYG        | 2007       | 10  | 6   | 0 | 62,5 | 2e NFC Est      | 4  | 0 | 100  | Victoire au Super Bowl XLII contre les Patriots de la Nouvelle-Angleterre     |
| NYG        | 2008       | 12  | 4   | 0 | 75   | 1er NFC Est     | 0  | 1 | 0    | Défaite contre les Eagles de Philadelphie (Division)                          |
| NYG        | 2009       | 8   | 8   | 0 | 50   | 3e NFC Est      | -  | - | -    |                                                                               |
| NYG        | 2010       | 10  | 6   | 0 | 62,5 | 2e NFC Est      | -  | - | -    |                                                                               |
| NYG        | 2011       | 9   | 7   | 0 | 56,3 | 1er NFC Est     | 4  | 0 | 100  | Victoire au Super Bowl XLVI contre les Patriots de la Nouvelle-Angleterre     |
| NYG        | 2012       | 9   | 7   | 0 | 56,3 | 2e NFC Est      | -  | - | -    |                                                                               |
| NYG        | 2013       | 7   | 9   | 0 | 43,8 | 3e NFC Est      | -  | - | -    |                                                                               |
| NYG        | 2014       | 6   | 10  | 0 | 37,5 | 3e NFC Est      | -  | - | -    |                                                                               |
| NYG        | 2015       | 6   | 10  | 0 | 37,5 | 3e NFC Est      | -  | - | -    |                                                                               |
| Totaux NYG | Totaux NYG | 102 | 90  | 0 | 53,1 |                 | 8  | 3 | 72,7 |                                                                               |
| Totaux NFL | Totaux NFL | 170 | 150 | 0 | 53,1 |                 | 12 | 7 | 63,2 |                                                                               |